# Camdeboo
Camdeboo – gmina w Republice Południowej Afryki, w Prowincji Przylądkowej Wschodniej, w dystrykcie Cacadu. Siedzibą administracyjną gminy jest Graaff-Reinet.